# Campeonato de Madrid de 1905
El Campeonato de Madrid de 1905 fue la tercera edición del campeonato del mismo nombre disputado en Madrid. Organizado por la Agrupación Madrileña de Clubes de Foot-Ball como concurso clasificatorio de la zona centro para participar en el Campeonato de España.
Fue disputada únicamente por dos clubes, el Moncloa Foot-Ball Club y el Madrid Foot-Ball Club —quien se alzó con el título final—. El partido fue disputado a comienzos de abril, durando apenas 35 minutos.

## Desarrollo
Tras la fusión de los jugadores del Moderno Foot-Ball Club al Madrid F. C., la condición de equipo filial del Athletic Club Sucursal de Madrid) de los bilbaínos del Athletic Club —que le impedía pues disputar el Campeonato de España—, y la completa o casi desaparición del Iberia Foot-Ball Club —quien reforzó al Moderno antes de ser absorbido—, y del Club Español de Foot-Ball sin casi efectivos, dieron con que solo hubiese dos contendientes para representar a la zona centro en el campeonato nacional. El partido, celebrado el 2 de abril entre el Madrid F. C. y el mermado Moncloa F. C., transcurría con victoria por 2-0 de los madridistas antes de que a los 35 minutos de encuentro los jugadores rivales decidiesen retirarse por discrepancias con el árbitro.
Las bases del campeonato dictaminaron pues que el Madrid F. C. fue el vencedor del torneo y el que debía representar a Madrid en el Campeonato de España de 1905. El club sumaba su segundo título del campeonato regional, tras sumársele el de la primera edición logrado por el Moderno F. C., y el primero bajo su denominación oficial.
| 1  | POR | Manuel Alcalde       |  |
| 2  | DEF | José Ángel Berraondo |  |
| 3  | DEF | Telesforo Álvarez    |  |
| 4  | MED | Joaquín Yarza        |  |
| 5  | MED | Luciano Lizárraga    |  |
| 6  | MED | Enrique Normand      |  |
| 7  | DEL | Pedro Parages        |  |
| 8  | DEL | Eugenio Bisbal       |  |
| 9  | DEL | R. Berraondo         |  |
| 10 | DEL | Federico Revuelto    |  |
| 11 | DEL | Manuel Yarza         |  |

| 1  | POR | Lorenzo Carrasco    |  |
| 2  | DEF | Casuso              |  |
| 3  | DEF | Salvador Navarro    |  |
| 4  | MED | Brabo               |  |
| 5  | MED | Fracisco Arechavala |  |
| 6  | MED | Carruano            |  |
| 7  | DEL | Merino              |  |
| 8  | DEL | Arranz              |  |
| 9  | DEL | Merino II           |  |
| 10 | DEL | Ainz                |  |
| 11 | DEL | -                   |  |

| ?' · ?' | Desconocido | 1 - 0 2 - 0 |

| Principal | Sr. Prado |

| 1  | POR | Manuel Alcalde       |  |
| 2  | DEF | José Ángel Berraondo |  |
| 3  | DEF | Telesforo Álvarez    |  |
| 4  | MED | Joaquín Yarza        |  |
| 5  | MED | Luciano Lizárraga    |  |
| 6  | MED | Enrique Normand      |  |
| 7  | DEL | Pedro Parages        |  |
| 8  | DEL | Eugenio Bisbal       |  |
| 9  | DEL | R. Berraondo         |  |
| 10 | DEL | Federico Revuelto    |  |
| 11 | DEL | Manuel Yarza         |  |

| 1  | POR | Lorenzo Carrasco    |  |
| 2  | DEF | Casuso              |  |
| 3  | DEF | Salvador Navarro    |  |
| 4  | MED | Brabo               |  |
| 5  | MED | Fracisco Arechavala |  |
| 6  | MED | Carruano            |  |
| 7  | DEL | Merino              |  |
| 8  | DEL | Arranz              |  |
| 9  | DEL | Merino II           |  |
| 10 | DEL | Ainz                |  |
| 11 | DEL | -                   |  |

| ?' · ?' | Desconocido | 1 - 0 2 - 0 |

| Principal | Sr. Prado |

| 1  | POR | Manuel Alcalde       |  |
| 2  | DEF | José Ángel Berraondo |  |
| 3  | DEF | Telesforo Álvarez    |  |
| 4  | MED | Joaquín Yarza        |  |
| 5  | MED | Luciano Lizárraga    |  |
| 6  | MED | Enrique Normand      |  |
| 7  | DEL | Pedro Parages        |  |
| 8  | DEL | Eugenio Bisbal       |  |
| 9  | DEL | R. Berraondo         |  |
| 10 | DEL | Federico Revuelto    |  |
| 11 | DEL | Manuel Yarza         |  |

| 1  | POR | Lorenzo Carrasco    |  |
| 2  | DEF | Casuso              |  |
| 3  | DEF | Salvador Navarro    |  |
| 4  | MED | Brabo               |  |
| 5  | MED | Fracisco Arechavala |  |
| 6  | MED | Carruano            |  |
| 7  | DEL | Merino              |  |
| 8  | DEL | Arranz              |  |
| 9  | DEL | Merino II           |  |
| 10 | DEL | Ainz                |  |
| 11 | DEL | -                   |  |

| ?' · ?' | Desconocido | 1 - 0 2 - 0 |

| Principal | Sr. Prado |

| 1  | POR | Manuel Alcalde       |  |
| 2  | DEF | José Ángel Berraondo |  |
| 3  | DEF | Telesforo Álvarez    |  |
| 4  | MED | Joaquín Yarza        |  |
| 5  | MED | Luciano Lizárraga    |  |
| 6  | MED | Enrique Normand      |  |
| 7  | DEL | Pedro Parages        |  |
| 8  | DEL | Eugenio Bisbal       |  |
| 9  | DEL | R. Berraondo         |  |
| 10 | DEL | Federico Revuelto    |  |
| 11 | DEL | Manuel Yarza         |  |

| 1  | POR | Lorenzo Carrasco    |  |
| 2  | DEF | Casuso              |  |
| 3  | DEF | Salvador Navarro    |  |
| 4  | MED | Brabo               |  |
| 5  | MED | Fracisco Arechavala |  |
| 6  | MED | Carruano            |  |
| 7  | DEL | Merino              |  |
| 8  | DEL | Arranz              |  |
| 9  | DEL | Merino II           |  |
| 10 | DEL | Ainz                |  |
| 11 | DEL | -                   |  |

| ?' · ?' | Desconocido | 1 - 0 2 - 0 |

| Principal | Sr. Prado |

|                      |
| Campeón MADRID F. C. |
| Segundo título       |